# 今村新吉
今村新吉（いまむら しんきち、1874年11月15日 - 1946年5月19日）は、日本の精神医学者。
石川県金沢市出身。今村有隣の長男。1897年帝国大学医科大学卒。ウィーン留学後京都帝国大学医学部教授となり、精神医学教室を創設、初代教授となる。1904年医学博士。渡辺久吉の日本心霊学会にかかわり、人文書院と改称した時の命名者である。妄想性精神病、神経症など精神病理学の研究で知られた。弟は今村次吉。千里眼事件では、福来友吉らとともに御船千鶴子の売り出しを行っている。

## 親族
- 出典は人事興信録の4巻、8巻より。
- 妻：婦美（猪子止戈之助の次女で、一到の姉）
- むめ（婦美の姉で、新吉の義姉。止戈之助の長女。藤浪鑑の妻）

### 親戚・遠縁
- 妻・婦美の祖父：猪子清
  - 猪子ふて（ふで）：婦美の叔母で、沖野忠雄（神矢粛一の弟）の妻
  - 猪子吉人：婦美の叔父（医学博士）

## 著書
- 『神経衰弱に就て』日本心霊学会 1925年
- 『神経衰弱とヒステリーの治療法』日本心霊学会 1927年 人文書院 1928年
- 『精神病理学論稿』弘文堂 1948年